# Muntura Canon FL
La muntura Canon FL, introduïda el 1964, està dissenyada pel seu ús amb càmeres rèflex analògiques de 35mm, com la Canon FX, la primera de la sèrie.
La muntura FL va substituir a la muntura R. I va ser substituïda el 1971 per la muntura FD.
A diferència de la muntura R, les càmeres amb aquesta muntura incorporaven la mesura de l'exposició. Per muntar una òptica FL a una càmera de Canon, s'ha de fer girar una anella de l'objectiu, fent coincidir els punts vermells de les dues parts.
La muntura té un diàmetre de 48mm i una distància focal de brida de 42mm.
Els objectius amb muntura FL també es poden utilitzar en càmeres amb muntura FD.
Alguns objectius FL, atès que també són compatibles amb aquest últim sistema, encara que amb algunes limitacions funcionals, van seguir en producció durant algun temps més. El Canon FL 1200 mm f/11 va aparèixer al mercat el juny de 1972 i es va mantenir al catàleg fins a finals dels anys setanta i el Canon FL 300mm f/2.8 va aparèixer el 1974.

## Esquema de noms de les càmeres amb muntura FL

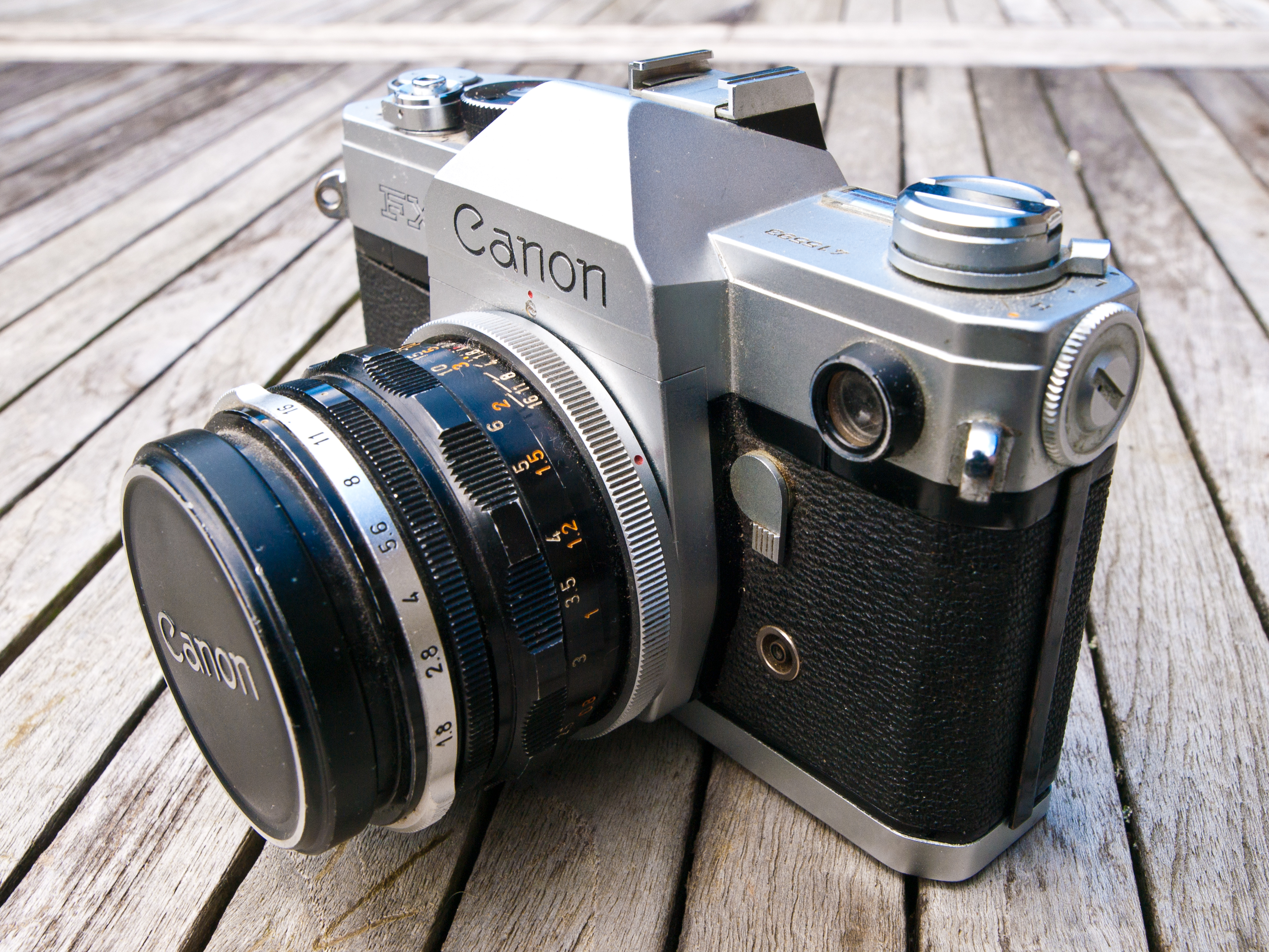
Canon FX

| Model           | Any  |
| --------------- | ---- |
| Canon FX        | 1964 |
| Canon FP        | 1964 |
| Canon Pellix    | 1965 |
| Canon FT QL     | 1966 |
| Canon Pellix QL | 1966 |
| Canon TL        | 1968 |

## Sigles
Igual que tots els altres fabricants d'objectius, Nikon també usa un conjunt de sigles per a designar aspectes bàsics de cada objectiu:
- FLP: Objectius dissenyats per utilitzar-se amb la sèrie de càmeres Pellix[15]
- Fluorite / FL-F: Incorpora lents de fluorita que minimitzen les aberracions cromàtiques[16][17]
- Macro: Objectiu macro
- SSC (Multi-layer Super Spectra Coating): Revestiment súper spectra (ajuda a reduir els efectes fantasma)[18]

## Objectius

### Fixos

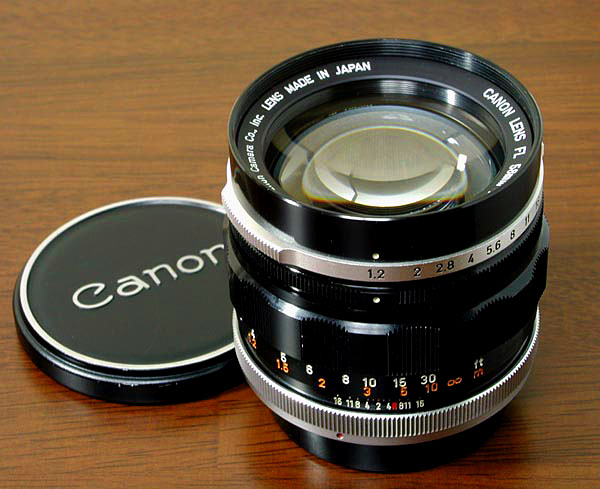
Canon FL 58mm f/1.2

| Distància focal | Obertura | Any  | Distància mínima d'enfoc | Diametre de filtre |
| --------------- | -------- | ---- | ------------------------ | ------------------ |
| 19mm            | 3.5      | 1964 | 0.50m                    | 58mm               |
| 19mm            | 3.5      | 1965 | 0.50m                    | Sèrie IX           |
| 28mm            | 3.5      | 1966 | 0.40m                    | 58mm               |
| 35mm            | 3.5      | 1968 | 0.40m                    | 48mm               |
| 35mm            | 2.5      | 1964 | 0.40m                    | 58mm               |
| 38mm            | 2.8      | 1965 | 0.80m                    | 48mm               |
| 50mm            | 3.5      | 1965 | 0.23m                    | 58mm               |
| 50mm            | 1.8      | 1964 | 0.60m                    | 48mm               |
| 50mm            | 1.8      | 1968 | 0.60m                    | 48mm               |
| 50mm            | 1.4      | 1965 | 0.60m                    | 58mm               |
| 50mm            | 1.4      | 1966 | 0.60m                    | 58mm               |
| 50mm            | 1.4      | 1968 | 0.60m                    | 58mm               |
| 55mm            | 1.2      | 1968 | 0.60m                    | 58mm               |
| 58mm            | 1.2      | 1964 | 0.60m                    | 58mm               |
| 58mm            | 1.2      | 1966 | 0.60m                    | 58mm               |
| 85mm            | 1.8      | 1964 | 1.00m                    | 58mm               |
| 100mm           | 4.0      | 1969 | -                        | 48mm               |
| 100mm           | 3.5      | 1964 | 1.00m                    | 48mm               |
| 135mm           | 3.5      | 1966 | 1.50m                    | 48mm               |
| 135mm           | 2.5      | 1965 | 1.50m                    | 58mm               |
| 200mm           | 4.5      | 1966 | 2.50m                    | 48mm               |
| 200mm           | 3.5      | 1964 | 2.50m                    | 58mm               |
| 200mm           | 3.5      | 1966 | 2.50m                    | 58mm               |
| 300mm           | 5.6      | 1969 | 3.50m                    | 58mm               |
| 300mm           | 2.8      | 1974 | 3.50m                    | 34mm               |
| 400mm           | 5.6      | 1971 | 4.50m                    | 48mm               |
| 500mm           | 5.6      | 1969 | 10.0m                    | 95mm               |
| 600mm           | 5.6      | 1971 | 10.0m                    | 48mm               |
| 800mm           | 8.0      | 1971 | 18.0m                    | 48mm               |
| 1200mm          | 11.0     | 1972 | 40.0m                    | 48mm               |

### Zoom
| Distància focal | Obertura | Any  | Distància mínima d'enfoc | Diametre de filtre |
| --------------- | -------- | ---- | ------------------------ | ------------------ |
| 55-135mm        | 3.5      | 1964 | 2.00m                    | 58mm               |
| 85-300mm        | 5.0      | 1965 | 4.00m                    | 72mm               |
| 100-200mm       | 5.6      | 1966 | 2.50m                    | 55mm               |

### Extensors
En el catàleg de Canon hi ha un extensor de distància focal amb muntura FL:
- Canon FL Extender 2X: Es va presentar el 1974, aquest multiplica la focal de l'objectiu per 2, perdent a canvi dos passos de llum.[46]